# Nirvana
Nirvána (sanskrtsko निर्वाण, palijsko Nibbāna; prakrtsko णिव्वाण  Nivvāṇa) je sanskrtska beseda, ki pomeni »prenehati pihati« (kot v primeru sveče, ki neha plapolati) in/ali ugasnenje (tj. strasti). Gre za sramanski filozofski koncept, ki ga džainisti in budisti uporabljajo za opis razsvetljenja in osvoboditve učiteljev.
Nirvána je izraz, s katerim je Buda opisoval popolno umiritev uma, osvobojenega pohlepa, jeze in drugih stanj (kilesa), ki povzročajo trpljenje. Ta mir, ki je pravzaprav osnovna narava uma, se razkrije, ko se raztopijo osnovni vzroki kvarnih stanj. Osnovni vzroki (sanhara) so zasidrani globoko v umu (z izrazjem zahodne psihologije: v nezavednem), z discipliniranim življenjem pa jih je vendarle mogoče odpraviti (Plemenita osemčlena pot). V nibani so osnovni vzroki pohlepa in odpora izginili, zato človek ni več izpostavljen trpljenju (duḥkhi) in ciklu ponovnega rojevanja v samsari. Strokovnjak za budizem Herbert Guenther je o nirvani zapisal takole: »Pojem nirvane je transcendenčni postulat, ki ga ni mogoče dokazati znanstveno, temveč le psihološko/subjektivno. Kljub temu vodijo k njemu vsi najvišji in končni cilji; pravzaprav se celo zdi, da je sam začetek vesga duhovnega življenja ... Z nastopom nirvane se je Pot končala in dosegla svoj cilj. Tako iskana Samoizpolnitev, ki s tem postane Resničnost, označuje idealno osebnost, pravo človeško bitje.« (Guenther, Problem duše v zgodnjem budizmu, Curt Weller Verlag, Constanz, 1949, str. 156-157). V Dhamapadi Buda nirvano označi kot »najvišjo srečnost«. Gre za trajno, transcendenčno srečnost, pridobljeno skozi razsvetljenje (bodhi).